# Fernand Buyle
Fernand Buyle (3 de març de 1918 - 22 de gener de 1992) fou un futbolista belga.

## Selecció de Bèlgica
Va formar part de l'equip belga a la Copa del Món de 1938.